# Santa Cruz (Marinduque)
Santa Cruz é um município de  primeira classe de renda municipal (d) na província Marinduque, nas Filipinas. De acordo com o censo de 1 de maio  de  2020 possui uma população de 54 692 pessoas e 14 358 domicílios.